# Arthrocnodax lepidiis
Arthrocnodax lepidiis är en tvåvingeart som beskrevs av Fedotova 1994. Arthrocnodax lepidiis ingår i släktet Arthrocnodax och familjen gallmyggor.
Artens utbredningsområde är Kazakstan. Inga underarter finns listade i Catalogue of Life.